# Concacaf Champions League 2019
Concacaf Champions League 2019 var den 11:e upplagan av Concacaf Champions League under sitt nuvarande namn, totalt 54:e upplagan av den största fotbollstävlingen för klubblag som Concacaf anordnar. Turneringen vanns av Monterrey som i finalen besegrade Tigres, båda från Mexiko.

## Lag
Noteringen inom parentes visar hur varje lag kvalificerat sig för turneringen.
| Nordamerika                                                               | Nordamerika                                                               | Nordamerika                                                     | Nordamerika                                                     |
| ------------------------------------------------------------------------- | ------------------------------------------------------------------------- | --------------------------------------------------------------- | --------------------------------------------------------------- |
| Tigres (Etta i Apertura 2017/18)                                          | Santos Laguna (Tvåa i Apertura 2017/18)                                   | Monterrey (Etta i Clausura 2017/18)                             | Toluca (Tvåa i Clausura 2017/18)                                |
| Atlanta United (Vinnare av MLS Cup 2018)                                  | Sporting Kansas City (Etta i US Open Cup 2017)                            | Toronto (Etta i Canadian Championship 2018)                     | Toronto (Etta i Canadian Championship 2018)                     |
| Houston Dynamo (Etta i US Open Cup 2018)                                  | New York Red Bulls (Bäst sammanlagda resultat 2017 och 2018)              | New York Red Bulls (Bäst sammanlagda resultat 2017 och 2018)    | New York Red Bulls (Bäst sammanlagda resultat 2017 och 2018)    |
| Centralamerika                                                            |                                                                           |                                                                 |                                                                 |
| Saprissa (Mästare med bättre poängskörd i Liga FPD 2017/18)               | Saprissa (Mästare med bättre poängskörd i Liga FPD 2017/18)               | Herediano (Vinnare av Concacaf League 2018)                     | Herediano (Vinnare av Concacaf League 2018)                     |
| Alianza (Vinnare av Primera División 2017/18)                             | Alianza (Vinnare av Primera División 2017/18)                             | Guastatoya (Vinnare av Guatemalan Liga Nacional 2017/18)        | Guastatoya (Vinnare av Guatemalan Liga Nacional 2017/18)        |
| Marathón (Mästare med bättre poängskörd i Honduran Liga Nacional 2017/18) | Marathón (Mästare med bättre poängskörd i Honduran Liga Nacional 2017/18) | Toronto (Mästare med bättre poängskörd i Liga Panameña 2017/18) | Toronto (Mästare med bättre poängskörd i Liga Panameña 2017/18) |
| Karibien                                                                  |                                                                           |                                                                 |                                                                 |
| Atlético Pantoja (Vinnare av Caribbean Club Championship 2018             |                                                                           |                                                                 |                                                                 |

## Slutspelsträd
|  | Åttondelsfinaler     | Åttondelsfinaler     | Åttondelsfinaler | Åttondelsfinaler |                    |   | Kvartsfinaler | Kvartsfinaler | Kvartsfinaler | Kvartsfinaler |  |  | Semifinaler | Semifinaler | Semifinaler | Semifinaler |  |  | Final | Final | Final | Final |
|  |                      |                      |                  |                  |                    |   |               |               |               |               |  |  |             |             |             |             |  |  |       |       |       |       |
|  |                      |                      |                  |                  |                    |   |               |               |               |               |  |  |             |             |             |             |  |  |       |       |       |       |
|  |                      |                      |                  |                  |                    |   |               |               |               |               |  |  |             |             |             |             |  |  |       |       |       |       |
|  | Guastatoya           | 0                    | 1                | 1                |                    |   |               |               |               |               |  |  |             |             |             |             |  |  |       |       |       |       |
|  | Guastatoya           | 0                    | 1                | 1                |                    |   |               |               |               |               |  |  |             |             |             |             |  |  |       |       |       |       |
|  | Houston Dynamo       | 1                    | 2                | 3                |                    |   |               |               |               |               |  |  |             |             |             |             |  |  |       |       |       |       |
|  | Houston Dynamo       | 1                    | 2                | 3                | Houston Dynamo     | 0 | 0             | 0             |               |               |  |  |             |             |             |             |  |  |       |       |       |       |
|  |                      |                      |                  |                  | Houston Dynamo     | 0 | 0             | 0             |               |               |  |  |             |             |             |             |  |  |       |       |       |       |
|  |                      | Tigres               | 2                | 1                | 3                  |   |               |               |               |               |  |  |             |             |             |             |  |  |       |       |       |       |
|  | Saprissa             | Tigres               | 2                | 1                | 3                  | 1 | 1             | 2             |               |               |  |  |             |             |             |             |  |  |       |       |       |       |
|  | Saprissa             |                      |                  |                  |                    | 1 | 1             | 2             |               |               |  |  |             |             |             |             |  |  |       |       |       |       |
|  | Tigres               | 0                    | 5                | 5                |                    |   |               |               |               |               |  |  |             |             |             |             |  |  |       |       |       |       |
|  | Tigres               | 0                    | 5                | 5                | Tigres             | 3 | 2             | 5             |               |               |  |  |             |             |             |             |  |  |       |       |       |       |
|  |                      |                      |                  |                  | Tigres             | 3 | 2             | 5             |               |               |  |  |             |             |             |             |  |  |       |       |       |       |
|  |                      | Santos Laguna        | 0                | 3                | 3                  |   |               |               |               |               |  |  |             |             |             |             |  |  |       |       |       |       |
|  | Atlético Pantoja     | Santos Laguna        | 0                | 3                | 3                  | 0 | 0             | 0             |               |               |  |  |             |             |             |             |  |  |       |       |       |       |
|  | Atlético Pantoja     |                      |                  |                  |                    | 0 | 0             | 0             |               |               |  |  |             |             |             |             |  |  |       |       |       |       |
|  | New York Red Bulls   | 2                    | 3                | 5                |                    |   |               |               |               |               |  |  |             |             |             |             |  |  |       |       |       |       |
|  | New York Red Bulls   | 2                    | 3                | 5                | New York Red Bulls | 0 | 2             | 2             |               |               |  |  |             |             |             |             |  |  |       |       |       |       |
|  |                      |                      |                  |                  | New York Red Bulls | 0 | 2             | 2             |               |               |  |  |             |             |             |             |  |  |       |       |       |       |
|  |                      | Santos Laguna        | 2                | 4                | 6                  |   |               |               |               |               |  |  |             |             |             |             |  |  |       |       |       |       |
|  | Marathón             | Santos Laguna        | 2                | 4                | 6                  | 2 | 0             | 2             |               |               |  |  |             |             |             |             |  |  |       |       |       |       |
|  | Marathón             |                      |                  |                  |                    | 2 | 0             | 2             |               |               |  |  |             |             |             |             |  |  |       |       |       |       |
|  | Santos Laguna        | 6                    | 5                | 11               |                    |   |               |               |               |               |  |  |             |             |             |             |  |  |       |       |       |       |
|  | Santos Laguna        | 6                    | 5                | 11               | Tigres             | 0 | 1             | 1             |               |               |  |  |             |             |             |             |  |  |       |       |       |       |
|  |                      |                      |                  |                  | Tigres             | 0 | 1             | 1             |               |               |  |  |             |             |             |             |  |  |       |       |       |       |
|  |                      | Monterrey            | 1                | 1                | 2                  |   |               |               |               |               |  |  |             |             |             |             |  |  |       |       |       |       |
|  | Alianza              | Monterrey            | 1                | 1                | 2                  | 0 | 0             | 0             |               |               |  |  |             |             |             |             |  |  |       |       |       |       |
|  | Alianza              |                      |                  |                  |                    | 0 | 0             | 0             |               |               |  |  |             |             |             |             |  |  |       |       |       |       |
|  | Monterrey            | 0                    | 1                | 1                |                    |   |               |               |               |               |  |  |             |             |             |             |  |  |       |       |       |       |
|  | Monterrey            | 0                    | 1                | 1                | Monterrey          | 3 | 0             | 3             |               |               |  |  |             |             |             |             |  |  |       |       |       |       |
|  |                      |                      |                  |                  | Monterrey          | 3 | 0             | 3             |               |               |  |  |             |             |             |             |  |  |       |       |       |       |
|  |                      | Atlanta United       | 0                | 1                | 1                  |   |               |               |               |               |  |  |             |             |             |             |  |  |       |       |       |       |
|  | Herediano            | Atlanta United       | 0                | 1                | 1                  | 3 | 0             | 3             |               |               |  |  |             |             |             |             |  |  |       |       |       |       |
|  | Herediano            |                      |                  |                  |                    | 3 | 0             | 3             |               |               |  |  |             |             |             |             |  |  |       |       |       |       |
|  | Atlanta United       | 1                    | 4                | 5                |                    |   |               |               |               |               |  |  |             |             |             |             |  |  |       |       |       |       |
|  | Atlanta United       | 1                    | 4                | 5                | Monterrey          | 5 | 5             | 10            |               |               |  |  |             |             |             |             |  |  |       |       |       |       |
|  |                      |                      |                  |                  | Monterrey          | 5 | 5             | 10            |               |               |  |  |             |             |             |             |  |  |       |       |       |       |
|  |                      | Sporting Kansas City | 0                | 2                | 2                  |   |               |               |               |               |  |  |             |             |             |             |  |  |       |       |       |       |
|  | Independiente        | Sporting Kansas City | 0                | 2                | 2                  | 4 | 1             | 5             |               |               |  |  |             |             |             |             |  |  |       |       |       |       |
|  | Independiente        |                      |                  |                  |                    | 4 | 1             | 5             |               |               |  |  |             |             |             |             |  |  |       |       |       |       |
|  | Toronto              | 0                    | 1                | 1                |                    |   |               |               |               |               |  |  |             |             |             |             |  |  |       |       |       |       |
|  | Toronto              | 0                    | 1                | 1                | Independiente      | 2 | 0             | 2             |               |               |  |  |             |             |             |             |  |  |       |       |       |       |
|  |                      |                      |                  |                  | Independiente      | 2 | 0             | 2             |               |               |  |  |             |             |             |             |  |  |       |       |       |       |
|  |                      | Sporting Kansas City | 1                | 3                | 4                  |   |               |               |               |               |  |  |             |             |             |             |  |  |       |       |       |       |
|  | Sporting Kansas City | Sporting Kansas City | 1                | 3                | 4                  | 3 | 2             | 5             |               |               |  |  |             |             |             |             |  |  |       |       |       |       |
|  | Sporting Kansas City |                      |                  |                  |                    | 3 | 2             | 5             |               |               |  |  |             |             |             |             |  |  |       |       |       |       |
|  | Toluca               | 0                    | 0                | 0                |                    |   |               |               |               |               |  |  |             |             |             |             |  |  |       |       |       |       |
|  | Toluca               | 0                    | 0                | 0                |                    |   |               |               |               |               |  |  |             |             |             |             |  |  |       |       |       |       |

## Åttondelsfinaler

### Sammanfattning
| Lag 1                | Totalt | Lag 2              | Möte 1 | Möte 2 |
| Marathón             | 02–11  | Santos Laguna      | 2–6    | 0–5    |
| Atlético Pantoja     | 0–5    | New York Red Bulls | 0–2    | 0–3    |
| Saprissa             | 2–5    | Tigres             | 1–0    | 1–5    |
| Guastatoya           | 1–3    | Houston Dynamo     | 0–1    | 1–2    |
| Sporting Kansas City | 5–0    | Toluca             | 3–0    | 2–0    |
| Independiente        | 5–1    | Toronto            | 4–0    | 1–1    |
| Herediano            | 3–5    | Atlanta United     | 3–1    | 0–4    |
| Alianza              | 0–1    | Monterrey          | 0–0    | 0–1    |

### Matcher
|             | 20 februari 2019 | Marathón                               | 2 – 6           | Santos Laguna                                                                   | Estadio Olímpico Metropolitano               |                                              |
| 19:00 UTC−6 | 19:00 UTC−6      | Marlon Ramírez 50′ Justin Arboleda 74′ | (0 – 3) Rapport | 19′, 32′, 38′ Javier Marcelo Correa 49′ Dória 61′ Marlos Moreno 68′ Julio Furch | San Pedro Sula Domare: Yadel Martínez (Kuba) | San Pedro Sula Domare: Yadel Martínez (Kuba) |
| 19:00 UTC−6 | 19:00 UTC−6      |                                        |                 |                                                                                 | San Pedro Sula Domare: Yadel Martínez (Kuba) | San Pedro Sula Domare: Yadel Martínez (Kuba) |
| 19:00 UTC−6 | 19:00 UTC−6      |                                        |                 |                                                                                 | San Pedro Sula Domare: Yadel Martínez (Kuba) | San Pedro Sula Domare: Yadel Martínez (Kuba) |

|             | 27 februari 2019 | Santos Laguna                                                                                   | 5 – 0           | Marathón | Estadio Corona                        |                                       |
| 19:00 UTC−6 | 19:00 UTC−6      | Marlos Moreno 19′ Julio Furch 22′ Ulíses Rivas 31′ Eduardo Aguirre 81′ Diego de Buen 85′ (str.) | (3 – 0) Rapport |          | Torreón Domare: Drew Fischer (Kanada) | Torreón Domare: Drew Fischer (Kanada) |
| 19:00 UTC−6 | 19:00 UTC−6      |                                                                                                 |                 |          | Torreón Domare: Drew Fischer (Kanada) | Torreón Domare: Drew Fischer (Kanada) |
| 19:00 UTC−6 | 19:00 UTC−6      |                                                                                                 |                 |          | Torreón Domare: Drew Fischer (Kanada) | Torreón Domare: Drew Fischer (Kanada) |

Santos Laguna avancerade till kvartsfinal med det ackumulerade slutresultatet 11–2.
|             | 20 februari 2019 | Atlético Pantoja | 0 – 2           | New York Red Bulls                        | Estadio Olímpico Félix Sánchez                     |                                                    |
| 21:00 UTC−4 | 21:00 UTC−4      |                  | (0 – 1) Rapport | 39′ (sjm.) Jean Innocent 66′ Daniel Royer | Santo Domingo Domare: Ismael Cornejo (El Salvador) | Santo Domingo Domare: Ismael Cornejo (El Salvador) |
| 21:00 UTC−4 | 21:00 UTC−4      |                  |                 |                                           | Santo Domingo Domare: Ismael Cornejo (El Salvador) | Santo Domingo Domare: Ismael Cornejo (El Salvador) |
| 21:00 UTC−4 | 21:00 UTC−4      |                  |                 |                                           | Santo Domingo Domare: Ismael Cornejo (El Salvador) | Santo Domingo Domare: Ismael Cornejo (El Salvador) |

|             | 27 februari 2019 | New York Red Bulls                                      | 3 – 0           | Atlético Pantoja | Red Bull Arena                       |                                      |
| 20:00 UTC−5 | 20:00 UTC−5      | Sean Davis 27′ Daniel Royer 32′ (str.) Andreas Ivan 75′ | (2 – 0) Rapport |                  | Harrison Domare: John Pitti (Panama) | Harrison Domare: John Pitti (Panama) |
| 20:00 UTC−5 | 20:00 UTC−5      |                                                         |                 |                  | Harrison Domare: John Pitti (Panama) | Harrison Domare: John Pitti (Panama) |
| 20:00 UTC−5 | 20:00 UTC−5      |                                                         |                 |                  | Harrison Domare: John Pitti (Panama) | Harrison Domare: John Pitti (Panama) |

New York Red Bulls avancerade till kvartsfinal med det ackumulerade slutresultatet 5–0.
|             | 20 februari 2019 | Saprissa          | 1 – 0           | Tigres | Estadio Ricardo Saprissa Aymá    |                                  |
| 19:00 UTC−6 | 19:00 UTC−6      | Johan Venegas 73′ | (0 – 0) Rapport |        | Tibás Domare: Jair Marrufo (USA) | Tibás Domare: Jair Marrufo (USA) |
| 19:00 UTC−6 | 19:00 UTC−6      |                   |                 |        | Tibás Domare: Jair Marrufo (USA) | Tibás Domare: Jair Marrufo (USA) |
| 19:00 UTC−6 | 19:00 UTC−6      |                   |                 |        | Tibás Domare: Jair Marrufo (USA) | Tibás Domare: Jair Marrufo (USA) |

|             | 26 februari 2019 | Tigres                                                                         | 5 – 1           | Saprissa           | Estadio Universitario                                       |                                                             |
| 21:00 UTC−6 | 21:00 UTC−6      | Aubrey David 15′ (sjm.) Enner Valencia 25′ (str.), 27′, 62′ Eduardo Vargas 37′ | (4 – 1) Rapport | 45′ Mariano Torres | San Nicolás de los Garza Domare: Joel Aguilar (El Salvador) | San Nicolás de los Garza Domare: Joel Aguilar (El Salvador) |
| 21:00 UTC−6 | 21:00 UTC−6      |                                                                                |                 |                    | San Nicolás de los Garza Domare: Joel Aguilar (El Salvador) | San Nicolás de los Garza Domare: Joel Aguilar (El Salvador) |
| 21:00 UTC−6 | 21:00 UTC−6      |                                                                                |                 |                    | San Nicolás de los Garza Domare: Joel Aguilar (El Salvador) | San Nicolás de los Garza Domare: Joel Aguilar (El Salvador) |

Tigres avancerade till kvartsfinal med det ackumulerade slutresultatet 5–2.
|             | 19 februari 2019 | Guastatoya | 0 – 1           | Houston Dynamo       | Estadio Doroteo Guamuch Flores                              |                                                             |
| 21:00 UTC−6 | 21:00 UTC−6      |            | (0 – 0) Rapport | 84′ DaMarcus Beasley | Guatemala City Domare: Kimbell Ward (Saint Kitts och Nevis) | Guatemala City Domare: Kimbell Ward (Saint Kitts och Nevis) |
| 21:00 UTC−6 | 21:00 UTC−6      |            |                 |                      | Guatemala City Domare: Kimbell Ward (Saint Kitts och Nevis) | Guatemala City Domare: Kimbell Ward (Saint Kitts och Nevis) |
| 21:00 UTC−6 | 21:00 UTC−6      |            |                 |                      | Guatemala City Domare: Kimbell Ward (Saint Kitts och Nevis) | Guatemala City Domare: Kimbell Ward (Saint Kitts och Nevis) |

|             | 26 februari 2019 | Houston Dynamo         | 2 – 1           | Guastatoya        | BBVA Compass Stadium                     |                                          |
| 19:00 UTC−6 | 19:00 UTC−6      | Mauro Manotas 77′, 85′ | (0 – 0) Rapport | 72′ Aaron Navarro | Houston Domare: Said Martínez (Honduras) | Houston Domare: Said Martínez (Honduras) |
| 19:00 UTC−6 | 19:00 UTC−6      |                        |                 |                   | Houston Domare: Said Martínez (Honduras) | Houston Domare: Said Martínez (Honduras) |
| 19:00 UTC−6 | 19:00 UTC−6      |                        |                 |                   | Houston Domare: Said Martínez (Honduras) | Houston Domare: Said Martínez (Honduras) |

Houston Dynamo avancerade till kvartsfinal med det ackumulerade slutresultatet 3–1.
|             | 21 februari 2019 | Sporting Kansas City                                      | 3 – 0           | Toluca | Children's Mercy Park                           |                                                 |
| 19:00 UTC−6 | 19:00 UTC−6      | Krisztián Németh 35′ Gerso Fernandes 52′ Ilie Sánchez 72′ | (1 – 0) Rapport |        | Kansas City Domare: Henry Bejarano (Costa Rica) | Kansas City Domare: Henry Bejarano (Costa Rica) |
| 19:00 UTC−6 | 19:00 UTC−6      |                                                           |                 |        | Kansas City Domare: Henry Bejarano (Costa Rica) | Kansas City Domare: Henry Bejarano (Costa Rica) |
| 19:00 UTC−6 | 19:00 UTC−6      |                                                           |                 |        | Kansas City Domare: Henry Bejarano (Costa Rica) | Kansas City Domare: Henry Bejarano (Costa Rica) |

|             | 20 februari 2019 | Toluca | 0 – 2           | Sporting Kansas City                           | Estadio Nemesio Díez                     |                                          |
| 21:00 UTC−6 | 21:00 UTC−6      |        | (0 – 1) Rapport | 8′ Gerso Fernandes 62′ (str.) Krisztián Németh | Toluca Domare: Mario Escobar (Guatemala) | Toluca Domare: Mario Escobar (Guatemala) |
| 21:00 UTC−6 | 21:00 UTC−6      |        |                 |                                                | Toluca Domare: Mario Escobar (Guatemala) | Toluca Domare: Mario Escobar (Guatemala) |
| 21:00 UTC−6 | 21:00 UTC−6      |        |                 |                                                | Toluca Domare: Mario Escobar (Guatemala) | Toluca Domare: Mario Escobar (Guatemala) |

Sporting Kansas City avancerade till kvartsfinal med det ackumulerade slutresultatet 5–0.
|             | 19 februari 2019 | Independiente                                          | 4 – 0           | Toronto | Estadio Agustín Sánchez                       |                                               |
| 20:00 UTC−5 | 20:00 UTC−5      | Abdiel Ayarza 9′ Omar Browne 48′ Romeesh Ivey 52′, 78′ | (1 – 0) Rapport |         | La Chorrera Domare: Iván Barton (El Salvador) | La Chorrera Domare: Iván Barton (El Salvador) |
| 20:00 UTC−5 | 20:00 UTC−5      |                                                        |                 |         | La Chorrera Domare: Iván Barton (El Salvador) | La Chorrera Domare: Iván Barton (El Salvador) |
| 20:00 UTC−5 | 20:00 UTC−5      |                                                        |                 |         | La Chorrera Domare: Iván Barton (El Salvador) | La Chorrera Domare: Iván Barton (El Salvador) |

|             | 26 februari 2019 | Toronto             | 1 – 1           | Independiente   | BMO Field                                          |                                                    |
| 20:00 UTC−5 | 20:00 UTC−5      | Jordan Hamilton 19′ | (1 – 0) Rapport | 67′ Omar Browne | Toronto Domare: Juan Gabriel Calderón (Costa Rica) | Toronto Domare: Juan Gabriel Calderón (Costa Rica) |
| 20:00 UTC−5 | 20:00 UTC−5      |                     |                 |                 | Toronto Domare: Juan Gabriel Calderón (Costa Rica) | Toronto Domare: Juan Gabriel Calderón (Costa Rica) |
| 20:00 UTC−5 | 20:00 UTC−5      |                     |                 |                 | Toronto Domare: Juan Gabriel Calderón (Costa Rica) | Toronto Domare: Juan Gabriel Calderón (Costa Rica) |

Independiente avancerade till kvartsfinal med det ackumulerade slutresultatet 5–1.
|             | 21 februari 2019 | Herediano                                                       | 3 – 1           | Atlanta United     | Estadio Eladio Rosabal Cordero              |                                             |
| 21:00 UTC−6 | 21:00 UTC−6      | José Guillermo Ortiz 8′ Randall Azofeifa 34′ Óscar Granados 49′ | (2 – 1) Rapport | 41′ Julian Gressel | Heredia Domare: César Arturo Ramos (Mexiko) | Heredia Domare: César Arturo Ramos (Mexiko) |
| 21:00 UTC−6 | 21:00 UTC−6      |                                                                 |                 |                    | Heredia Domare: César Arturo Ramos (Mexiko) | Heredia Domare: César Arturo Ramos (Mexiko) |
| 21:00 UTC−6 | 21:00 UTC−6      |                                                                 |                 |                    | Heredia Domare: César Arturo Ramos (Mexiko) | Heredia Domare: César Arturo Ramos (Mexiko) |

|             | 28 februari 2019 | Atlanta United                                                      | 4 – 0           | Herediano | Fifth Third Bank Stadium                 |                                          |
| 20:00 UTC−5 | 20:00 UTC−5      | Josef Martínez 1′, 63′ Julian Gressel 9′ Leandro González Pírez 83′ | (2 – 0) Rapport |           | Kennesaw Domare: Oshane Nation (Jamaica) | Kennesaw Domare: Oshane Nation (Jamaica) |
| 20:00 UTC−5 | 20:00 UTC−5      |                                                                     |                 |           | Kennesaw Domare: Oshane Nation (Jamaica) | Kennesaw Domare: Oshane Nation (Jamaica) |
| 20:00 UTC−5 | 20:00 UTC−5      |                                                                     |                 |           | Kennesaw Domare: Oshane Nation (Jamaica) | Kennesaw Domare: Oshane Nation (Jamaica) |

Atlanta United avancerade till kvartsfinal med det ackumulerade slutresultatet 5–3.
|             | 20 februari 2019 | Alianza | 0 – 0   | Monterrey | Estadio Cuscatlán                             |                                               |
| 21:00 UTC−6 | 21:00 UTC−6      |         | Rapport |           | San Salvador Domare: Kevin Morrison (Jamaica) | San Salvador Domare: Kevin Morrison (Jamaica) |
| 21:00 UTC−6 | 21:00 UTC−6      |         |         |           | San Salvador Domare: Kevin Morrison (Jamaica) | San Salvador Domare: Kevin Morrison (Jamaica) |
| 21:00 UTC−6 | 21:00 UTC−6      |         |         |           | San Salvador Domare: Kevin Morrison (Jamaica) | San Salvador Domare: Kevin Morrison (Jamaica) |

|             | 27 februari 2019 | Monterrey                  | 1 – 0           | Alianza | Estadio BBVA Bancomer                   |                                         |
| 21:00 UTC−6 | 21:00 UTC−6      | Nicolás Sánchez 86′ (str.) | (0 – 0) Rapport |         | Guadalupe Domare: David Gantar (Kanada) | Guadalupe Domare: David Gantar (Kanada) |
| 21:00 UTC−6 | 21:00 UTC−6      |                            |                 |         | Guadalupe Domare: David Gantar (Kanada) | Guadalupe Domare: David Gantar (Kanada) |
| 21:00 UTC−6 | 21:00 UTC−6      |                            |                 |         | Guadalupe Domare: David Gantar (Kanada) | Guadalupe Domare: David Gantar (Kanada) |

Monterrey avancerade till kvartsfinal med det ackumulerade slutresultatet 1–0.

## Kvartsfinaler

### Sammanfattning
| Lag 1              | Totalt | Lag 2                | Möte 1 | Möte 2 |
| New York Red Bulls | 2–6    | Santos Laguna        | 0–2    | 2–4    |
| Houston Dynamo     | 0–3    | Tigres               | 0–2    | 0–1    |
| Independiente      | 2–4    | Sporting Kansas City | 2–1    | 0–3    |
| Monterrey          | 3–1    | Atlanta United       | 3–0    | 0–1    |

### Matcher
|             | 5 mars 2019 | New York Red Bulls | 0 – 2           | Santos Laguna                    | Red Bull Arena                            |                                           |
| 20:00 UTC−5 | 20:00 UTC−5 |                    | (0 – 1) Rapport | 42′ Diego Valdés 47′ Julio Furch | Harrison Domare: Said Martínez (Honduras) | Harrison Domare: Said Martínez (Honduras) |
| 20:00 UTC−5 | 20:00 UTC−5 |                    |                 |                                  | Harrison Domare: Said Martínez (Honduras) | Harrison Domare: Said Martínez (Honduras) |
| 20:00 UTC−5 | 20:00 UTC−5 |                    |                 |                                  | Harrison Domare: Said Martínez (Honduras) | Harrison Domare: Said Martínez (Honduras) |

|             | 12 mars 2019 | Santos Laguna                                          | 4 – 2           | New York Red Bulls                | Estadio Corona                      |                                     |
| 19:00 UTC−6 | 19:00 UTC−6  | José Abella 72′ Brian Lozano 76′, 81′ Diego Valdés 79′ | (0 – 2) Rapport | 4′ Omir Fernandez 9′ Daniel Royer | Torreón Domare: John Pitti (Panama) | Torreón Domare: John Pitti (Panama) |
| 19:00 UTC−6 | 19:00 UTC−6  |                                                        |                 |                                   | Torreón Domare: John Pitti (Panama) | Torreón Domare: John Pitti (Panama) |
| 19:00 UTC−6 | 19:00 UTC−6  |                                                        |                 |                                   | Torreón Domare: John Pitti (Panama) | Torreón Domare: John Pitti (Panama) |

Santos Laguna avancerade till semifinal med det ackumulerade slutresultatet 6–2.
|             | 5 mars 2019 | Houston Dynamo | 0 – 2           | Tigres                                 | BBVA Compass Stadium                      |                                           |
| 21:00 UTC−6 | 21:00 UTC−6 |                | (0 – 0) Rapport | 78′ Enner Valencia 81′ Julián Quiñones | Houston Domare: Iván Barton (El Salvador) | Houston Domare: Iván Barton (El Salvador) |
| 21:00 UTC−6 | 21:00 UTC−6 |                |                 |                                        | Houston Domare: Iván Barton (El Salvador) | Houston Domare: Iván Barton (El Salvador) |
| 21:00 UTC−6 | 21:00 UTC−6 |                |                 |                                        | Houston Domare: Iván Barton (El Salvador) | Houston Domare: Iván Barton (El Salvador) |

|             | 12 mars 2019 | Tigres             | 1 – 0           | Houston Dynamo | Estadio Universitario                                  |                                                        |
| 21:00 UTC−6 | 21:00 UTC−6  | Carlos Salcedo 67′ | (0 – 0) Rapport |                | San Nicolás de los Garza Domare: Yadel Martínez (Kuba) | San Nicolás de los Garza Domare: Yadel Martínez (Kuba) |
| 21:00 UTC−6 | 21:00 UTC−6  |                    |                 |                | San Nicolás de los Garza Domare: Yadel Martínez (Kuba) | San Nicolás de los Garza Domare: Yadel Martínez (Kuba) |
| 21:00 UTC−6 | 21:00 UTC−6  |                    |                 |                | San Nicolás de los Garza Domare: Yadel Martínez (Kuba) | San Nicolás de los Garza Domare: Yadel Martínez (Kuba) |

Tigres avancerade till semifinal med det ackumulerade slutresultatet 3–0.
|             | 6 mars 2019 | Independiente                      | 2 – 1           | Sporting Kansas City    | Estadio Agustín Sánchez                                |                                                        |
| 20:00 UTC−5 | 20:00 UTC−5 | Romeesh Ivey 39′ Alexis Corpas 59′ | (1 – 0) Rapport | 51′ (str.) Ilie Sánchez | La Chorrera Domare: Fernando Guerrero Ramírez (Mexiko) | La Chorrera Domare: Fernando Guerrero Ramírez (Mexiko) |
| 20:00 UTC−5 | 20:00 UTC−5 |                                    |                 |                         | La Chorrera Domare: Fernando Guerrero Ramírez (Mexiko) | La Chorrera Domare: Fernando Guerrero Ramírez (Mexiko) |
| 20:00 UTC−5 | 20:00 UTC−5 |                                    |                 |                         | La Chorrera Domare: Fernando Guerrero Ramírez (Mexiko) | La Chorrera Domare: Fernando Guerrero Ramírez (Mexiko) |

|             | 14 mars 2019 | Sporting Kansas City                         | 3 – 0           | Independiente | Children's Mercy Park                          |                                                |
| 19:00 UTC−5 | 19:00 UTC−5  | Krisztián Németh 74′, 86′ Roger Espinoza 82′ | (0 – 0) Rapport |               | Kansas City Domare: Joel Aguilar (El Salvador) | Kansas City Domare: Joel Aguilar (El Salvador) |
| 19:00 UTC−5 | 19:00 UTC−5  |                                              |                 |               | Kansas City Domare: Joel Aguilar (El Salvador) | Kansas City Domare: Joel Aguilar (El Salvador) |
| 19:00 UTC−5 | 19:00 UTC−5  |                                              |                 |               | Kansas City Domare: Joel Aguilar (El Salvador) | Kansas City Domare: Joel Aguilar (El Salvador) |

Sporting Kansas City avancerade till semifinal med det ackumulerade slutresultatet 4–2.
|             | 6 mars 2019 | Monterrey                                                      | 3 – 0           | Atlanta United | Estadio BBVA Bancomer                          |                                                |
| 21:00 UTC−6 | 21:00 UTC−6 | Nicolás Sánchez 17′ (str.) Dorlan Pabón 80′ Jesús Gallardo 84′ | (1 – 0) Rapport |                | Guadalupe Domare: Ismael Cornejo (El Salvador) | Guadalupe Domare: Ismael Cornejo (El Salvador) |
| 21:00 UTC−6 | 21:00 UTC−6 |                                                                |                 |                | Guadalupe Domare: Ismael Cornejo (El Salvador) | Guadalupe Domare: Ismael Cornejo (El Salvador) |
| 21:00 UTC−6 | 21:00 UTC−6 |                                                                |                 |                | Guadalupe Domare: Ismael Cornejo (El Salvador) | Guadalupe Domare: Ismael Cornejo (El Salvador) |

|             | 13 mars 2019 | Atlanta United     | 1 – 0           | Monterrey | Mercedes-Benz Stadium                       |                                             |
| 20:00 UTC−4 | 20:00 UTC−4  | Josef Martínez 78′ | (0 – 0) Rapport |           | Atlanta Domare: Henry Bejarano (Costa Rica) | Atlanta Domare: Henry Bejarano (Costa Rica) |
| 20:00 UTC−4 | 20:00 UTC−4  |                    |                 |           | Atlanta Domare: Henry Bejarano (Costa Rica) | Atlanta Domare: Henry Bejarano (Costa Rica) |
| 20:00 UTC−4 | 20:00 UTC−4  |                    |                 |           | Atlanta Domare: Henry Bejarano (Costa Rica) | Atlanta Domare: Henry Bejarano (Costa Rica) |

Monterrey avancerade till semifinal med det ackumulerade slutresultatet 3–1.

## Semifinaler
Lagen som presterat bäst i turneringen spelar andra matchen på hemmaplan.
| Lag           | S | V | O | F | GM | IM | MS  | P  |
| ------------- | - | - | - | - | -- | -- | --- | -- |
| Santos Laguna | 4 | 4 | 0 | 0 | 17 | 4  | +13 | 12 |
| Tigres        | 4 | 3 | 0 | 1 | 8  | 2  | +6  | 9  |

| Lag                  | S | V | O | F | GM | IM | MS | P |
| -------------------- | - | - | - | - | -- | -- | -- | - |
| Sporting Kansas City | 4 | 3 | 0 | 1 | 9  | 2  | +7 | 9 |
| Monterrey            | 4 | 2 | 1 | 1 | 4  | 1  | +3 | 7 |

### Sammanfattning
| Lag 1     | Totalt | Lag 2                | Möte 1 | Möte 2 |
| Tigres    | 5–3    | Santos Laguna        | 3–0    | 2–3    |
| Monterrey | 10–20  | Sporting Kansas City | 5–0    | 5–2    |

### Matcher
|             | 3 april 2019 | Tigres                                    | 3 – 0           | Santos Laguna | Estadio Universitario                                |                                                      |
| 20:00 UTC−6 | 20:00 UTC−6  | Eduardo Vargas 8′ Enner Valencia 27′, 37′ | (3 – 0) Rapport |               | San Nicolás de los Garza Domare: Ismail Elfath (USA) | San Nicolás de los Garza Domare: Ismail Elfath (USA) |
| 20:00 UTC−6 | 20:00 UTC−6  |                                           |                 |               | San Nicolás de los Garza Domare: Ismail Elfath (USA) | San Nicolás de los Garza Domare: Ismail Elfath (USA) |
| 20:00 UTC−6 | 20:00 UTC−6  |                                           |                 |               | San Nicolás de los Garza Domare: Ismail Elfath (USA) | San Nicolás de los Garza Domare: Ismail Elfath (USA) |

|             | 10 april 2019 | Santos Laguna                         | 3 – 2           | Tigres                                 | Estadio Corona                               |                                              |
| 19:00 UTC−5 | 19:00 UTC−5   | Julio Furch 41′, 60′ Diego Valdés 77′ | (1 – 2) Rapport | 11′ Enner Valencia 34′ Julián Quiñones | Torreón Domare: Marco Antonio Ortiz (Mexiko) | Torreón Domare: Marco Antonio Ortiz (Mexiko) |
| 19:00 UTC−5 | 19:00 UTC−5   |                                       |                 |                                        | Torreón Domare: Marco Antonio Ortiz (Mexiko) | Torreón Domare: Marco Antonio Ortiz (Mexiko) |
| 19:00 UTC−5 | 19:00 UTC−5   |                                       |                 |                                        | Torreón Domare: Marco Antonio Ortiz (Mexiko) | Torreón Domare: Marco Antonio Ortiz (Mexiko) |

Tigres avancerade till final med det ackumulerade slutresultatet 5–3.
|             | 4 april 2019 | Monterrey                                                                             | 5 – 0           | Sporting Kansas City | Estadio BBVA Bancomer                       |                                             |
| 20:00 UTC−6 | 20:00 UTC−6  | Dorlan Pabón 7′, 76′ Avilés Hurtado 14′ Jesús Gallardo 55′ Nicolás Sánchez 70′ (str.) | (2 – 0) Rapport |                      | Guadalupe Domare: Mario Escobar (Guatemala) | Guadalupe Domare: Mario Escobar (Guatemala) |
| 20:00 UTC−6 | 20:00 UTC−6  |                                                                                       |                 |                      | Guadalupe Domare: Mario Escobar (Guatemala) | Guadalupe Domare: Mario Escobar (Guatemala) |
| 20:00 UTC−6 | 20:00 UTC−6  |                                                                                       |                 |                      | Guadalupe Domare: Mario Escobar (Guatemala) | Guadalupe Domare: Mario Escobar (Guatemala) |

|             | 11 april 2019 | Sporting Kansas City    | 2 – 5           | Monterrey                                                                           | Children's Mercy Park                          |                                                |
| 20:00 UTC−5 | 20:00 UTC−5   | Gerso Fernandes 6′, 29′ | (2 – 2) Rapport | 20′, 90′ Rogelio Funes Mori 39′ Rodolfo Pizarro 61′ Miguel Layún 82′ Avilés Hurtado | Kansas City Domare: Joel Aguilar (El Salvador) | Kansas City Domare: Joel Aguilar (El Salvador) |
| 20:00 UTC−5 | 20:00 UTC−5   |                         |                 |                                                                                     | Kansas City Domare: Joel Aguilar (El Salvador) | Kansas City Domare: Joel Aguilar (El Salvador) |
| 20:00 UTC−5 | 20:00 UTC−5   |                         |                 |                                                                                     | Kansas City Domare: Joel Aguilar (El Salvador) | Kansas City Domare: Joel Aguilar (El Salvador) |

Monterrey avancerade till final med det ackumulerade slutresultatet 10–2.

## Final
Laget som presterat bäst i turneringen spelar andra matchen på hemmaplan.
| Lag       | S | V | O | F | GM | IM | MS  | P  |
| --------- | - | - | - | - | -- | -- | --- | -- |
| Monterrey | 6 | 4 | 1 | 1 | 14 | 3  | +11 | 13 |
| Tigres    | 6 | 4 | 0 | 2 | 13 | 5  | +8  | 12 |

### Första matchen
|             | 23 april 2019 | Tigres | 0 – 1           | Monterrey           | Estadio Universitario                                |                                                      |
| 21:00 UTC−5 | 21:00 UTC−5   |        | (0 – 1) Rapport | 43′ Nicolás Sánchez | San Nicolás de los Garza Domare: John Pitti (Panama) | San Nicolás de los Garza Domare: John Pitti (Panama) |
| 21:00 UTC−5 | 21:00 UTC−5   |        |                 |                     | San Nicolás de los Garza Domare: John Pitti (Panama) | San Nicolás de los Garza Domare: John Pitti (Panama) |
| 21:00 UTC−5 | 21:00 UTC−5   |        |                 |                     | San Nicolás de los Garza Domare: John Pitti (Panama) | San Nicolás de los Garza Domare: John Pitti (Panama) |

### Andra matchen
|             | 1 maj 2019  | Monterrey                  | 1 – 1           | Tigres                  | Estadio BBVA Bancomer                |                                      |
| 21:00 UTC−5 | 21:00 UTC−5 | Nicolás Sánchez 26′ (str.) | (1 – 0) Rapport | 85′ André-Pierre Gignac | Guadalupe Domare: Jair Marrufo (USA) | Guadalupe Domare: Jair Marrufo (USA) |
| 21:00 UTC−5 | 21:00 UTC−5 |                            |                 |                         | Guadalupe Domare: Jair Marrufo (USA) | Guadalupe Domare: Jair Marrufo (USA) |
| 21:00 UTC−5 | 21:00 UTC−5 |                            |                 |                         | Guadalupe Domare: Jair Marrufo (USA) | Guadalupe Domare: Jair Marrufo (USA) |